# 印加瓦西區

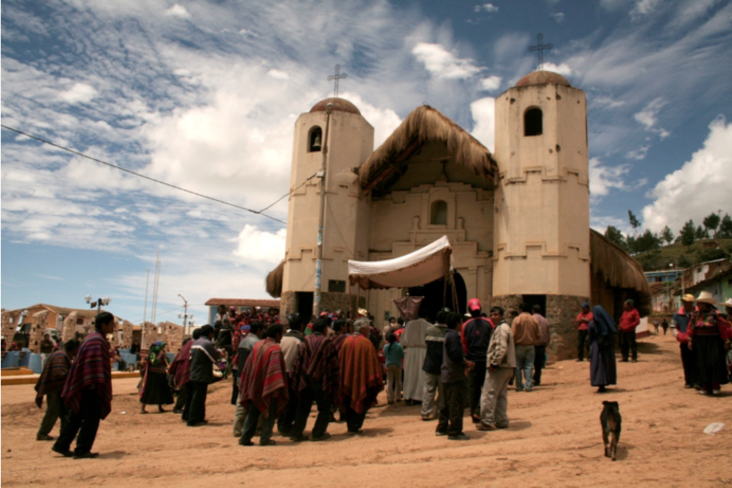

6°14′09″S 79°19′00″W / 6.2357°S 79.3168°W
印加瓦西區（西班牙語：Distrito de Incahuasi），是秘魯的一個區，位於該國西北部蘭巴耶克大區的費雷尼亞費省，始建於1951年2月17日，面積443.9平方公里，海拔高度3,078米，2005年人口14,884，人口密度每平方公里34人。